# 100 Kiri Golf DS
100 Kiri Golf DS (１００切りゴルフＤＳ) est un jeu de sport développé et édité par GungHo Works, publié sur Nintendo DS le 21 octobre 2008.

## Système du jeu
Le jeu permet de noter son score lors d'une partie de golf, propose des leçons de golfs illustrées ainsi que des questionnaires à choix multiples.

## Accueil
GameFAQS: 3,63/5